# Harmonie des HBL
L'harmonie des HBL (Houillères du Bassin de Lorraine) est créée officiellement sous ce nom en 1947 comme orchestre d'Harmonie. 

## Histoire
Le nouvel ensemble prenait la suite de l'Harmonie des Mines de Sarre et Moselle qui avait été fondée en 1929. Les activités de cette dernière se sont interrompues durant la Seconde Guerre mondiale. En 1946, l'exploitation minière et le traitement du charbon sont nationalisés et regroupés dans une organisation : Charbonnages de France. Celle-ci met en place pour le bassin minier lorrain un établissement qui a le statut d'établissement public à caractère industriel et commercial (EPIC), Houillères du Bassin de Lorraine (HBL).
En 1947 est recréée une harmonie qui prend le nom d'Harmonie des Houillères de Lorraine. Le chef fondateur de la nouvelle formation est Paul Semler-Collery (précédemment chef de la musique au 146e régiment d’infanterie à Metz-les-Montigny). Il compose la Marche des mineurs de Lorraine pour le nouvel orchestre d'harmonie qui est composé alors de 165 musiciens, tous employés des HBL. Son siège est à Merlebach (aujourd'hui Freyming-Merlebach). Elle assure la formation de jeunes musiciens dont les meilleurs iront poursuivre leur formation dans les conservatoires de la région.
Après la disparition des Houillères du Bassin de Lorraine, l'harmonie est reprise par la ville de Creutzwald. Elle prend le nom de  Harmonie Baltus le Lorrain pour garder les initiales HBL comme l'explique son chef Roland Klein,.

## Chefs
- Paul Semler-Collery (1947-1968)[7]
- Roland Boitel (1968-1989)[réf. souhaitée]
- Roland Klein (depuis 1989)[réf. souhaitée]

### Discographie
- Harmonie des Houillères de Lorraine, dir. Paul Semler-Collery, vinyle, LP Decca 123.841 (1958) [présentation en ligne].